# 尼氏沙鰈
尼氏沙鰈為輻鰭魚綱鰈形目鰈亞目冠鰈科的其中一種，為熱帶海水魚，分布於印度西太平洋馬達加斯加、南非、巴布亞紐幾內亞海域，棲息深度35-150公尺，體長可達6.4公分，棲息在底層水域，以小型底棲生物為食，生活習性不明。